# Код да Винчи
«Код да Ви́нчи» (англ. The Da Vinci Code) — роман американского писателя Дэна Брауна, изданный в апреле 2003 года издательством «Doubleday Group». «Код да Винчи» стал продолжением другого популярного романа Брауна 2000 года «Ангелы и демоны».
Книга стала международным бестселлером: она переведена на 52 языка и издана общим тиражом более чем 81 миллион экземпляров. «Код да Винчи» возглавляет список бестселлеров журнала «Нью-Йорк Таймс», вошёл в список бестселлеров по версии "Publishers Weekly" в 2003, 2004 и 2005 году, многие считают роман лучшей книгой десятилетия. Роман, написанный в жанре интеллектуального детективного триллера, смог пробудить широкий интерес к легенде о Святом Граале и месту Марии Магдалины в истории христианства.

## Сюжет
По сюжету книги её главный герой, доктор Роберт Лэнгдон, профессор религиозной символики Гарвардского университета, должен распутать дело об убийстве Жака Соньера, куратора Лувра. Тело Соньера было найдено внутри Лувра обнажённым и расположенным так же, как на знаменитом рисунке Леонардо да Винчи «Витрувианский человек», с зашифрованной надписью на его туловище. Эта надпись указывает на то, что ключ к тайне убийства нужно искать внутри знаменитых работ Леонардо да Винчи. Анализ таких работ Леонардо, как «Мона Лиза» и «Тайная вечеря», значительно помогает в решении этой загадки. 
В это же время Роберт встречает внучку Жака Соньера — Софи Невё. Её семья (мать, отец, брат) погибла в автокатастрофе. Теперь Софи и Роберту предстоит распутать множество тайн и загадок. Но капитан Центрального управления судебной полиции  Безу Фаш считает, что именно Лэнгдон убил Жака Соньера. Роберту и Софи предстоит это опровергнуть.
Главному герою романа предстоит решить две главные загадки:
- Что за тайну защищал Соньер, и почему он был убит?
- Кто убил Соньера и кто спланировал это убийство?

С помощью надписей, оставленных Жаком Соньером на своём теле и на "Моне Лизе", Софи и Роберт находят ключ, который Софи видела в детстве в шкатулке своего деда. 
Софи решает провезти Лэнгдона в американское посольство. Но им преграждает путь полиция. Софи удается оторваться от них на своём смарте. Они бросают её машину и ловят такси. В такси они видят на ключе адрес: 24 РЮ АКСО. Пара едет туда и обнаруживает депозитарный банк Цюриха. Лэнгдон и Софи открывают с помощью ключа и кода доступа (им оказалась прямая последовательность Ряда Фибоначчи) сейф. В нём они находят шкатулку. Тем временем охранник, стоявший на дежурстве, узнал Лэнгдона и Софи в числе разыскиваемых Интерполом. Президент банка Андре Верне, узнав, что Софи — внучка Жака Соньера, увозит их в лес на банковской машине. В машине Лэнгдон открывает шкатулку и видит «криптекс» (каменный цилиндр, составленный из пяти мраморных дисков с вырезанным на каждом из них алфавитом, которые необходимо вращать так, чтобы составить пароль из пяти букв), открыв который, он надеется получить краеугольный камень — карту к Святому Граалю. Но Верне узнаёт, что, кроме Соньера, убиты ещё 3 человека, и в смерти этих людей тоже обвиняют Софи и Роберта, и перестаёт верить в их невиновность; угрожая пистолетом, он требует отдать шкатулку. Лэнгдон хитростью обезоруживает противника.
Профессор вместе с Софи уезжают на бронированном автомобиле из леса и едут в Шато Виллет, где живёт сэр Ли Тибинг, который является специалистом по Граалю и по Приорату Сиона. Тибинг вместе с Лэнгдоном рассказывает Софи историю Грааля. Тем временем Реми, дворецкий Тибинга, видит по телевизору фотографии Софи и Лэнгдона с пометкой «разыскиваются». Он говорит об этом Тибингу. Лью хочет их выгнать, но Софи говорит, что у них есть краеугольный камень. Тибинг заинтересован. Вдруг на Лэнгдона нападает Сайлас — монах из Опус Деи, который убил Жака Соньера. Монах оглушает Лэнгдона и требует у Софи и Тибинга краеугольный камень. Тибинг делает вид, что даёт его, но бьёт своим костылём в ногу Сайласа, и тот теряет сознание, поскольку носит металлические подвязки, усмиряющие зов плоти тем, что, впиваясь в тело, причиняют сильную боль. Тибинг и Софи приводят в сознание Лэнгдона. Тем временем Колле и его агенты узнают, что Лэнгдон и Софи у Тибинга. Они приезжают в Шато-Виллет. Колле готов начинать штурм, но тут ему звонит Фаш и приказывает не начинать штурм особняка до его приезда. Но Колле слышит выстрел, произведённый Сайласом. Лейтенант на свой страх и риск решает начать штурм вопреки приказам Фаша. Но Тибинг, Софи, Лэнгдон и Реми сбегают вместе со связанным Сайласом на «Рейндж-ровере». Они едут в аэропорт «Ле Бурже», чтобы улететь в Великобританию. В самолёте Лэнгдон открывает шкатулку и находит потайное отверстие, в котором обнаруживает секретную запись. Она и является ключом к открытию «криптекса».
Софи вводит пароль от «криптекса» (свое имя), он открывается, но внутри обнаруживается ещё одна загадка и ещё один криптекс.
В это время во Франции Фаш приказывает позвонить Кентской полиции, чтобы они задержали самолёт. Роберт, Софи и Сайлас успевают спрятаться в машине к моменту приезда полиции. Полиция не обнаруживает присутствия посторонних в самолёте и отпускает Тибинга. В машине Тибинг говорит, что знает, где находится могила рыцаря — в Темпле (храме тамплиеров). Но оказывается, что в церкви есть только надгробия, а не их могилы. Вдруг врывается Сайлас. Его развязал Реми, который оказался с ним заодно. Сайлас требует криптекс, но Лэнгдон отказывается отдавать его ему. Тогда в дело вмешивается Реми. Он берет в заложники Тибинга. Лэнгдон отдает криптекс Сайласу, но Реми и Сайлас не отпускают Тибинга. Они уводят его с собой. После этого Реми встречается с таинственным Учителем, на которого Сайлас и епископ Арингароса и работают. Учитель убивает его, как опасного свидетеля, воспользовавшись смертельной аллергией на арахис.

В это время Лэнгдон и Софи приходят в Королевский колледж. Они ищут информацию о рыцаре, похороненном Папой. Загадка, которую нужно было разгадать звучала так: 
"Лондон, там рыцарь лежит, похороненный папой.
Гнев понтифика он на себя навлёк.
Шар от могилы найди, Розы цветок.
На плодоносное чрево сие есть намёк." 
Выясняется, что это — Исаак Ньютон, но он похоронен не Папой, а Александром Поупом, просто в английском языке слова Папа и Поп могут быть написаны одинаково (pope (англ.) – папа, отец, поп, священник). Лэнгдон и Софи отправляются к его могиле в Вестминстерское аббатство, где они обнаруживают надпись, в которой указывается, что Тибинг у похитителей, и они ждут их в саду. Лэнгдон и Софи идут туда, но на пути их останавливает Тибинг. Он и оказывается Учителем. Именно он был организатором убийств Соньера и других трёх глав Приората. Тибинг, угрожая револьвером, требует, чтобы Лэнгдон открыл криптекс. Лэнгдон говорит, что знает ответ, но хочет, чтобы вначале отпустили Софи. Тибинг понимает, что Лэнгдон не разгадал код. Тогда Лэнгдон бросает криптекс. Тибинг бросается за криптексом, но не успевает поймать его. На самом деле Лэнгдон разгадал код. Ключевым словом оказалось слово Яблоко. Тут Тибинга арестовывает Безу Фаш.

В романе есть несколько параллельных сюжетных линий, в которых участвуют различные персонажи. В конце книги все сюжетные линии собираются вместе в Рослинской капелле и разрешаются:
"Грааль под древним Рослином вас ждет,
Сосуд и меч там охраняют вход.
Украшенная мастерской рукой,
Нашла она под звездами покой."
Распутывание загадки требует решения серии головоломок. Секрет заключается в местонахождении Святого Грааля, в тайном обществе, так называемом Приорате Сиона, и в ордене Тамплиеров. Католическая организация Опус Деи также играет важную роль в сюжете.

## Герои книги
- Роберт Лэнгдон
- Софи Невё
- сэр Ли Тибинг
- капитан Безу Фаш
- лейтенант Жером Колле
- Жак Соньер
- Сайлас
- епископ Мануэль Арингароса
- сестра Сандрин
- Андре Верне
- Реми Легалудек
- Ричард (пилот Тибинга)
- Памела Геттем
- Саймон Эдвардс

## Место действия

### Франция
- Лувр
- церковь Сен-Сюльпис
- Шато Виллет
- Отель Риц
- Булонский лес
- Ле Бурже
- Депозитарный банк Цюриха

### Англия
- Аэродром Бигин Хилл
- Темпл
- Вестминстерское аббатство
- Лондонская Национальная галерея
- Королевский колледж

### Шотландия
- Рослинская капелла

## Гностические идеи
- Мария Магдалина была не только ученицей, но и женой Иисуса Христа.
- Мария отбыла на юг Франции (тогда Галлии) и родила там дочь.
- Франкские короли Меровинги были прямыми потомками Иисуса Христа.
- С тех пор линия потомков Христа не пресекалась (в дальнейшем, например, Габсбурги) и узкий круг посвященных всегда знал об этом факте.
- Сионский Приорат — тайное общество, работающее на потомков Христа.
- Опус Деи же создан официальной церковью для борьбы с Приоратом и потомками Христа, поскольку факт не существования оных крайне важен для церкви.

## Предшественники
Идея романа навеяна книгой Майкла Бейджента, Ричарда Ли и Генри Линкольна «Святая Кровь и Святой Грааль», изданной в 1982 году. Нужно отметить, что имя одного из главных героев книги, Ли (Лью) Тибинга (англ. Leigh Teabing), является контаминацией имен Ли (Leigh) и Бейджента (Baigent — анаграмма Teabing). Впоследствии Ли и Бейджент подали в суд на Брауна, утверждая, что «Код да Винчи» является не самостоятельным произведением, а художественной версией их собственной книги, однако в 2006 суд отклонил их иск. Сам Браун, не отрицая знакомства с данным трудом (явно упомянутым в главе 60), среди главных источников информации назвал всё же книги Маргарет Старбёрд «Женщина с алебастровым кувшином» (англ. The Woman With the Alabaster Jar) и «Богиня в Евангелиях: вернёмся к истокам священного женского начала» (англ. The Goddess in the Gospels: Reclaiming the Sacred Feminine), а также «Откровение тамплиеров» Линн Пикнетт и Клайва Принса.
В свою очередь, книга «Святая кровь и Святой Грааль» основана на исследованиях и гипотезах немецкого писателя и археолога-любителя Отто Рана, изложенных в его книге «Крестовый поход против Грааля» (нем. «Kreuzzug gegen den Gral», 1933), а также сборнике подложных документов «Тайные досье Анри Лобино».
Свой протест также заявил старший научный сотрудник Эрмитажа Михаил Аникин, который считает, что часть идей была заимствована из его книги «Леонардо да Винчи или богословие в красках», которая была издана в 2000 году.

## Плоды успеха
С момента выпуска в 2003 по май 2006 года «Код да Винчи» и четыре другие книги Брауна, также вошедшие в список 15 прошлогодних американских бестселлеров, принесли автору более 260 миллионов долларов. Можно отметить, что за тот же период вместе взятые первые пять книг о Гарри Поттере принесли Джоан Роулинг лишь около 59 миллионов долларов. В мае 2006 года состоялась премьера крупнобюджетной экранизации романа — см. Код да Винчи (фильм).

## Оценки
«Код Да Винчи» — это просто жидкая срань, отвратительная настолько, насколько это вообще возможно. Да, я говорил это уже много раз, но такие вещи стоит повторять. Почему бы не говорить каждому, кто купил очередной роман Дэна Брауна что-то вроде «Увы, тебе пришлось это прочитать. Почему бы теперь не переключиться на литературу? Вот «Оливер Твист», а вот «Большие надежды», а вот «Великий Гэтсби». Попробуй что-то из того, что написано должным образом».
Д. И. Ермолович считает, что «роман Д. Брауна — это интеллектуальный детектив-головоломка, замешенный на историко-религиозной символике и атрибутике. Нечто среднее между „Пляшущими человечками“ Артура Конан Дойла и „Маятником Фуко“ Умберто Эко». В то же время он отмечает: «Впрочем, это вещь далеко не такого высокого качества, как упомянутые творения классиков. В чисто литературном отношении роман Брауна — слабое произведение. Язык книги бледен, страдает тавтологиями и неуклюжим синтаксисом.».
В 2006 году архиепископ Анджело Амато, секретарь Конгрегации доктрины веры, призвал бойкотировать фильм «Код да Винчи»; Амато назвал книгу Брауна «пронзительно антихристианской, полной клеветы, преступлений и исторических и теологических ошибок относительно Иисуса, Евангелия и враждебную церкви», списав её успех на «чрезвычайную культурную бедность большого количества верующих христиан», Амато призывал христиан с большим усердием «отклонять ложь и дешёвую клевету». Он также сказал, что, если бы «такая ложь и клевета были направлены на Коран или Холокост, они справедливо вызвали бы мировое восстание», в то время как «ложь и клевета, направленные против Церкви и христиан, остаются безнаказанными». Амато предложил, чтобы католики во всём мире начали организованные протесты против фильма «Код да Винчи» точно так же, как были протесты против фильма Мартина Скорсезе (Martin Scorsese) «Последнее искушение Христа» в 1988 году.
В России известный православный миссионер и протодиакон РПЦ Андрей Кураев, выступил как с критикой книги, так и с критикой предрассудков, связанных с её сюжетом. Факты и оценка были собраны им в книге «Фантазии и правда Кода Да Винчи».

## Критика русского перевода
Русский перевод романа Н. В. Рейн, выпущенный издательством АСТ в 2004 г., был подвергнут критическому анализу российским лингвистом, теоретиком перевода Д. И. Ермоловичем. В своей статье «Хоть довинчивай» он привёл значительное число примеров логических, лексико-фразеологических и терминологических неточностей, искажений и пропусков, допущенных переводчиком романа в таких областях знаний, как религия, история, искусство, география, математика, информатика и др.
Некоторые фразы из этого перевода используются критиками романа как доказательство невежества Дэна Брауна, хотя на самом деле являются банальными ошибками перевода (известен, в частности, пример «с митрой на пальце»).

## Документальные фильмы
- Код да Винчи // Реальность или фантастика = Is it real?: Da Vinci's Code. — National Geographic Channel, 24.04.2006.